# معهد بورقيبة النموذجي بتونس
معهد بورقيبة هو أحد أقدم معاهد مدينة تونس، ويعود تأسيسه إلى فترة الحماية بتونس، وتحديدا عام 1882 تحت اسم معهد كارنو أو ليسي كارنو وقد بقي يحمل نفس الاسم إلى عام 1983، ليتحول اسمه إلى معهد بورقيبة النموذجي بتونس.

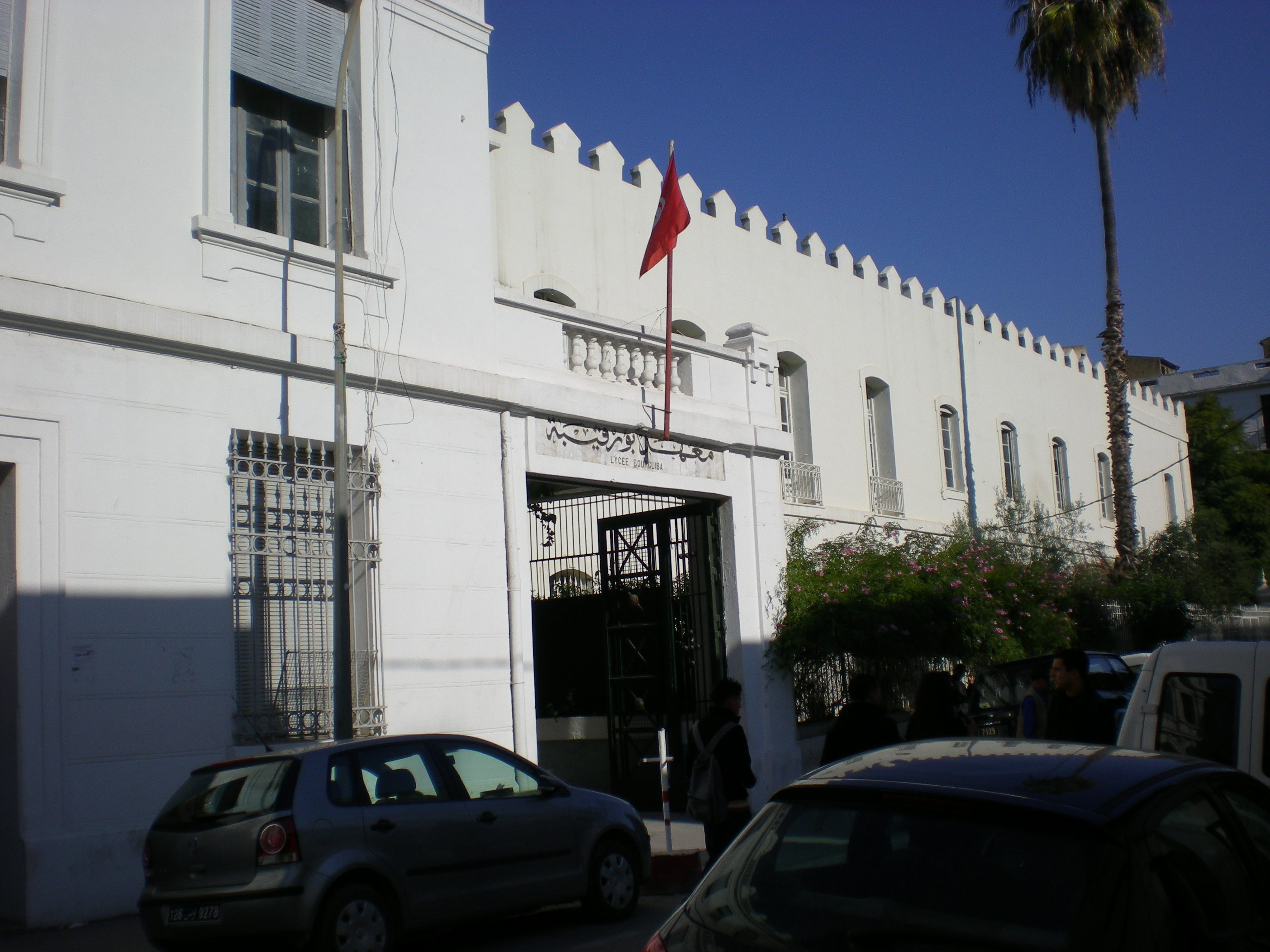
باب معهد بورقيبة

## نبذة تاريخية
يعتبر معهد كارنو وريثا لصراع النفوذ بين المدارس الإيطالية والمدارس الفرنسية في تونس، كما أنه وريث للصراع بين المدارس الدينية والمدارس الجمهورية في فترة ما قبل أنتصاب الحماية الفرنسية. في عام 1845 أسس الأب بورغاد أول مدرسة فرنسية بتونس هي كولاج القديس لويس الذي كان يقع داخل مدينة تونس. غير أن هذه المؤسسة التعليمية أغلقت بعد 13 سنة. وفي عام 1875 أسس الكاردينال لافيجري أسس بقرطاج معهدا يحمل نفس الاسم. وتقرر بعد انتصاب الحماية بتونس عام 1881 نقل هذا المعهد إلى العاصمة. وتولى المهندس المعماري ايتيان ماريوس أرنو (Étienne-Marius Arnoux) بإقامة الليسي على مثال المعاهد الفرنسية على شارع باريس بتونس العاصمة. وقد افتتح يوم 9 أكتوبر 1882 تحت تسمية كوليج القديس شارل. وفي 2 نوفمبر 1889 سلم رجال الدين الكوليج إلى الإدارة الفرنسية التي سمته الليسي الصادقي. وللتفريق بينه وبين المعهد الصادقي سمي بمعهد تونس بمقتضى أمر مؤرخ في 29 سبتمبر 1893. وفي عام 1894 تحول اسمه رة أخرى ليحمل اسم الليسي كارنو تخليدا لسادي كارنو رئيس الجمهورية الفرنسية الذي اغتيل آنذاك. ونظرا لنمو عدد التلاميذ فقد وقع التوسيع في هذا المعهد عدة مرات، وذلك سنوات: 1894 و1913 و1925 و1939. وقد وقع استعمال المعهد خلال الحرب العالمية الثانية من قبل قيادة الجيس الألماني ثم من قبل قوات الحلفاء. وفي هذه الفترة تم توزيع التلاميذ على المؤسسات الأخرى بتونس. وبسبب حرب بنزرت لم تفتح المؤسسات الفرنسية بتونس إلا في النصف الأول من نوفمبر 1961. ولاستيعاب الأعداد المتزايدة من التلاميذ افتتحت فروع أخرى لليسي كارنو بقرطاج وصلامبو وموتيالفيل عام 1956 والمرسى عام 1960. وخرج المعهد من شبكة التعليم الفرنسي عام 1983 ليصبح تحت إشراف وزارة التربية التونسية تحت اسم معهد بورقيبة النموذجي بتونس. إلا أن جزءا من مقره بقي على ملك السلطات الفرنسية التي جعلته تابعا للمعهد الفرنسي للتعاون. في عام 1993 تأسست جمعية قدماء الليسي كارنو بتونس تحت الرئاسة الشرفية لفيليب سيغان. وفي أفريل 2010 كونت مجموعة من تلاميذ المعهد مجموعة افتراضية.

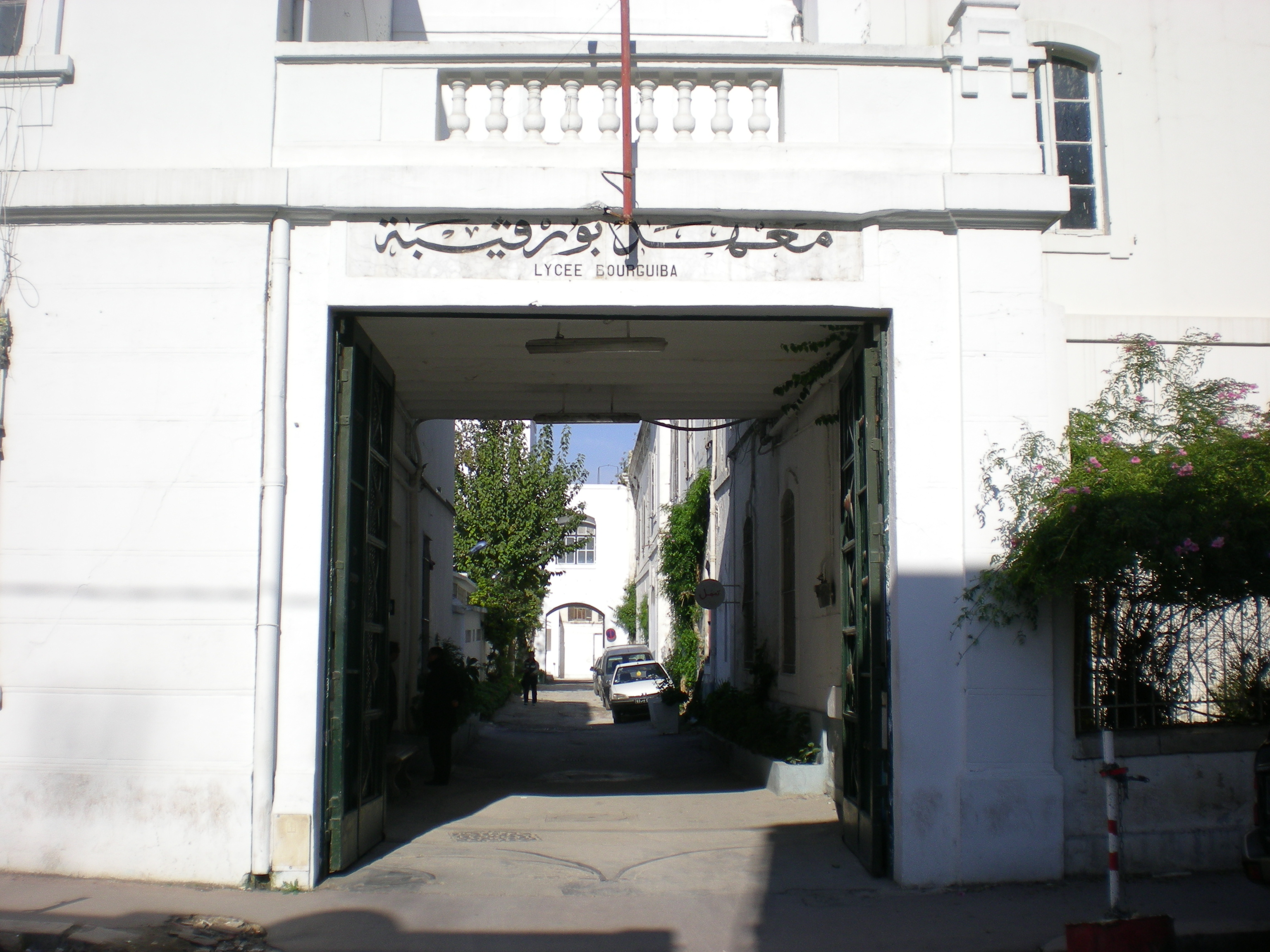
المدخل الرئيسي للمعهد

## الأنظمة التعليمية
يختص معهد بورقيبة النموذجي بتونس، كسائر المعاهد النموذجية الأخرى، بتوفر نظام نصف الإقامة و الإقامة حيث أنه يخول للتلميذ حسب إرادته أن يبقى بالمعهد خلال وقت الغداء بمقابل مالي يدفع كل بداية ثلاثي يشمل وجبة الغداء و البقاء في قاعات المراجعة. و فيما يخص المميزات التعليمية فإن المعهد يختص بتدريس الإعلامية بداية من السنة الأولى ثانوي بينما تبدأ دراستها في المعاهد الأخرى بداية من السنة الثالثة ثانوي. و يتحتم على التلميذ للبقاء في المعهد أن يتحصل على معدل سنوي يساوي أو يفوق 12 من 20 و على معدل حسابي في المواد الأساسية يساوي أو يفوق 12 من 20 و تختلف هذه المواد حسب الشعب و المستويات الدراسية.

## مميزات المعهد
معهد بورقيبة النموذجي يعتبر و باستحقاق المعهد الأول في تونس, فعلى الرغم من أنه الثاني تاريخيا في تونس من حيث تاريخ التأسيس (9 أكتوبر 1882), إلا أنه و باعتباره أول المعاهد النموذجية في البلاد، تميز على الدوام برقي مستوى تلاميذه و إطاراته و محيطه، ما جعلهم الأوائل من حيث النتيجة، العقلية و الحس التربوي، الأخلاقي و الاجتماعي. إن معهد بورقيبة النموذجي بتونس، و بشهادة الجميع، ظل و سيظل منارة تعليمية و تربوية على الشعاع الوطني و الدولي، فالعديد من الإطارات التونسية و العالمية زاولت تعليمها به، دون نسيان الأنشطة المتنوعة التي يؤمها نخبة تلاميذ المعهد، و نذكر في الإطار:
- - Croissant Rouge LPBT (أول نادي للهلال الأحمر التونسي ينتظم بمعهد)
- - Youth Club LPBT
- - Press Club LPBT
- - Tunivisions Club LPBT

## من أساتذته
- جان عمروش (Jean Amrouche) (الآداب)
- آلان يزانسون (Besançon)
- فرانسوا شاتلي (François Châtelet) (فلسفة)
- جان غرونيي (Jean Grenier) (فلسفة)
- كلود حجاج (Claude Hagège) (الآداب)
- راشي هوتو (Rachel Hautot) (النحت)
- ألبير ممي (Albert Memmi) (فلسفة)
- هوبرت مونتلي (Hubert Monteilhet) (تاريخ وجغرافيا)
- اولفيي ربول (Olivier Reboul)
- بول صباغ (الآداب)
- محمد بن غزالة (الرياضيات)

## من تلاميذه المشهورين
- ميشال علال Michel Allal
- لوريس أزارو
- إلياس بن ميلاد
- ألبير بسيس Albert Bessis
- محمد بوشيحة
- فريد بوغدير
- ميشال بوجناح Michel Boujenah
- آدم بلحاج صالح
- الحبيب بورقيبة
- سارج برملي Serge Bramly
- جان كلود كازانوفا Jean-Claude Casanova
- حاتم المكي
- كوليت فلوس Colette Fellous
- جان بول فيتوسي Jean-Paul Fitoussi
- كلود حجاج Claude Hagège
- جيزال حليمي Gisèle Halimi
- المختار العتيري
- ألبير ممي
- سارج معاطي Serge Moati
- فرنسوا دورسيفال François d'Orcival
- فيليب سيغان
- الطاهر صفر
- جوزيف يتروك Joseph Sitruk
- آلان جيرار سلامة Alain-Gérard Slama
- جورج ولنسكي Georges Wolinski

## إشارات مرجعية
1. 1 2 3 4 5 6  Association des Anciens et Amis du Lycée Carnot de Tunis [وصلة مكسورة] نسخة محفوظة 23 يناير 2009 على موقع واي باك مشين.